# Molotchna
Le fleuve Molotchna (en ukrainien : Молочна ; en russe : Молочная, Molotchnaïa) « la rivière laiteuse » est un cours d'eau de l'oblast de Zaporijjia, en Ukraine. 

## Géographie
Long de 197 km, il draine un bassin versant de 3 450 km2 et se jette dans la mer d'Azov via un liman.
Le fleuve Molotchna a un régime nival. Son débit moyen est de 2,1 m3/s. Il est sujet à des inondations en été, mais surtout en automne et en hiver.

## Villes traversées
Le Molotchna arrose les villes de Tokmak, Molotchansk et Melitopol.

## Histoire
Le 12 décembre 2022, Ivan Fedorov, maire de Melitopol occupée par les Russes, annonce qu'un pont routier, qui enjambe la Molotchna, utilisé par l'armée russe a explosé près de Melitopol. Il s'agit de l'un des ponts stratégiquement importants, comme le pont de Crimée, utilisé par les forces russes pour livrer du matériel vers l'est.